# Musictelling
Il musictelling è un linguaggio dedicato al racconto di intrecci tra musica e vita di artisti e dischi che hanno generato o ispirato rivoluzioni e movimenti culturali. Il linguaggio può essere inteso come la narrazione di veri e propri documentari dal vivo che fondono teatro, musica, audio, video ed illustrazione.
Linguaggio artistico contemporaneo inteso come applicazione alla divulgazione musicale del concetto di storytelling, ossia l'atto del narrare, una disciplina che usa i principi della retorica e della narratologia inseribile nel settore letterario e audiovisivo, ma anche verbale.
Il termine è stato utilizzato per la prima volta da Federico Sacchi durante un'intervista pubblicata sul quotidiano Il Manifesto nell'ambito della descrizione dell'esperienza d'ascolto.